# 比爾·布萊森
威廉·麥圭爾·「比爾」·布萊森，OBE，FRS（英語：William McGuire "Bill" Bryson，1951年12月8日—），美國裔英國作家，著作以筆調幽默的旅遊書籍聞名，同時也出版了許多語言學與科學書籍。
布萊森出生於美國，但成人階段幾乎都是居住在英國，1995年才重返美國。西元2003年，布萊森又搬回了英國。2015年布萊森取得了英國公民身分。

## 經歷
布萊森畢業於德雷克大學，曾旅居英國，並曾任職於英國倫敦泰晤士報與獨立報，也曾為紐約時報、君子雜誌、GQ雜誌撰文。

### 早年生活
布萊森出生於愛荷華州狄蒙，體育記者老比爾·布萊森（Bill Bryson Sr.）和阿格妮絲·瑪麗（Agnes Mary，原姓麥圭爾）的兒子，母親具有愛爾蘭血統。他有個哥哥麥可（Michael）和妹妹瑪麗·珍·伊莉莎白（Mary Jane Elizabeth）。在《閃電男孩的輝煌年代》一書中，布萊森用幽默的筆調講述了他在狄蒙的童年生活。
在德雷克大學讀了兩年書後，布萊森於1972年短暫休學，取而代之的是到歐洲旅遊，當了四個月的背包客。隔年，他又回到了歐洲，不一樣的是，這次還多了位高中時代朋友麥特·安格勒（Matt Angerer，化名史蒂芬·凱茲Stephen Katz）。布萊森在近二十年後出版的《歐洲在發酵》中，提及了部分這次旅途的經歷。

### 搬到英國

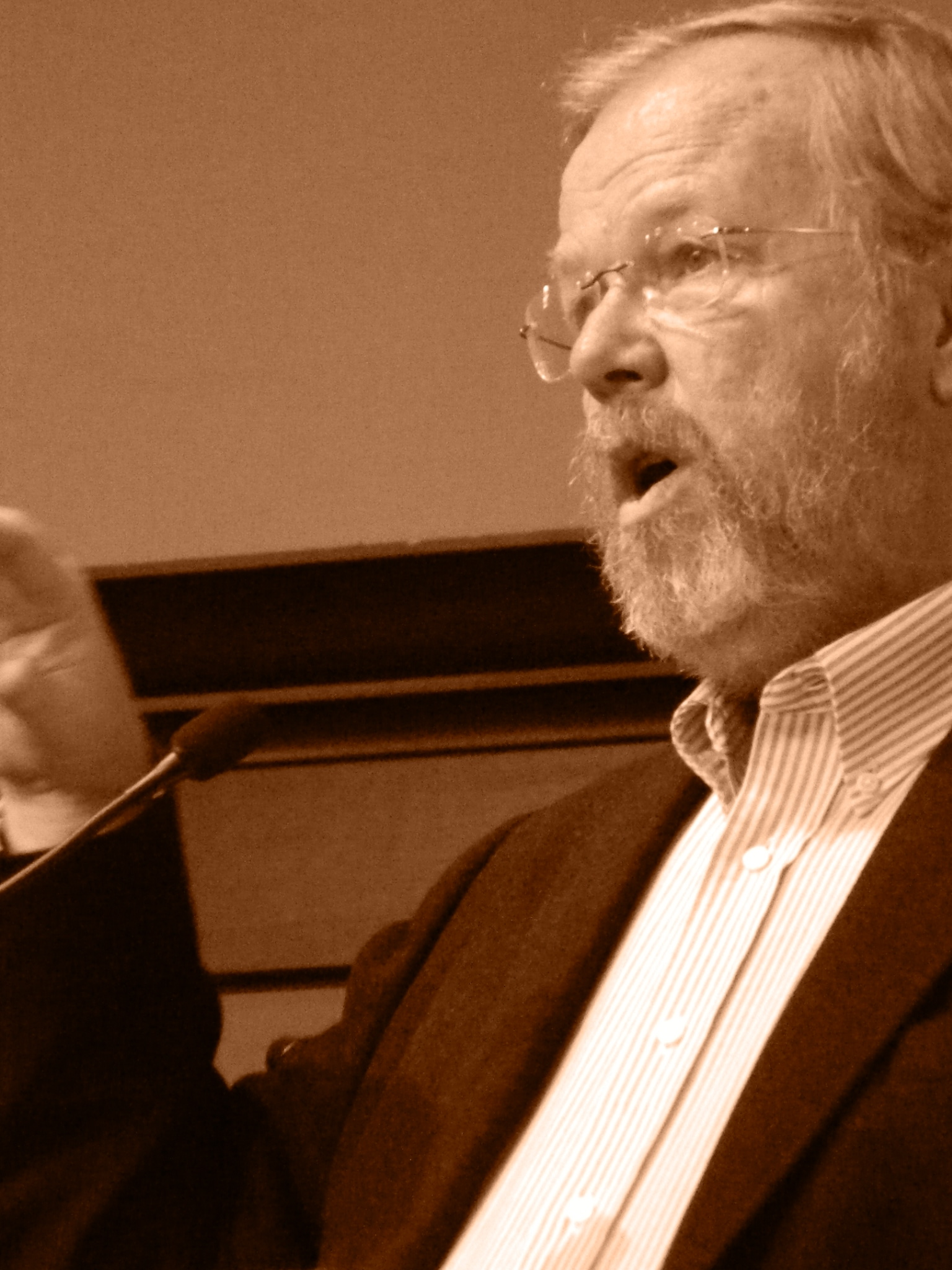
2013年布萊森在紐約的一次演講

西元1973年，布萊森於一次歐洲之旅中首次造訪了英國，他在薩里郡維吉尼亞水域（Virginia Water）一間名為霍洛威療養院（Holloway Sanatorium，現已停業）的精神科醫院找到工作並待下來。在這裡，他和一位叫辛西亞·比倫（Cynthia Billen）的護士相遇，並於1975年與她步入禮堂，同年，兩人搬回了布萊森的家鄉狄蒙，好讓布萊森繼續完成他在德雷克大學的學業。西元1977年夫妻倆在英國定居下來。
他成為了報社記者，首先任職於伯恩茅斯迴聲晚報（Bournemouth Evening Echo）， 最終成了泰晤士報商業版的文字主編，以及獨立報商業版的國內新聞副編。
布萊森一家在英國國內四處搬遷，從維吉尼亞水域（薩里郡）、浦耳威爾（Purewell，位於多塞特郡）、喀比馬倫（Kirkby Malham，1980至1990年代位於北約克郡），一直到諾福克郡南諾福克區雷普林罕（Wramplingham），一棟為登錄建築的老牧師館（2003–2013）。 目前他們住在漢普郡的鄉間，並同時保有在倫敦南肯辛頓的一間小公寓。而從1995到2003年間，他們則住在美國新罕布夏州的漢諾瓦。 
儘管已夠資格取得英國公民身分，布萊森於2010年表示他已經拒絕了一項公民資格考試，聲稱自己「太過膽怯」而無法參加。然而在2014年，他又說他正為通過考試做準備，並在2015年出版的《比爾·布萊森的大不列顛碎碎唸》序文中提到他正要前往伊斯特利參加英國公民考試。他的公民宣誓典禮在溫徹斯特舉行，如今他擁有著雙重國籍身分。

## 寫作
1990年代居住於美國時，布萊森替一份英國報紙寫了幾年的專欄，以詼諧文風敘述他重返美國後的心得見解，這些專欄後來挑選出一部分，集結成《請問這裏是美國嗎？》一書。
待在美國期間，布萊森與他的朋友史蒂芬·凱茲（化名）決定到阿帕拉契小徑登山健行，這段經歷構成了《別跟山過不去》的內容。書籍於2015年改編成同名電影，由奧斯卡金像獎得主勞勃·瑞福飾演布萊森，尼克·諾特飾演凱茲。
2003年的世界閱讀日，《哈！小不列顛》被英國民眾票選為最能概括英國的身份認同與國家現況的書籍。同年，他被指派為英格蘭遺產委員會的專員。
他的科普著作，500頁篇幅的《萬物簡史》不只描繪了科學的歷史與現狀，亦包含了它們卑微的、通常也幽默的起源。據稱某位「頂尖科學家」曾戲謔地描述這本書「惱人地沒有錯處」，然而布萊森本人並未提出此類主張，且一部分錯誤已整理成清單，放到網路上供人查閱。
2006年11月，布萊森採訪英國首相東尼·布萊爾，談論關於科學與教育的現況。
布萊森也寫了兩本有關英語史的受歡迎著作：《布萊森之英語簡史》與《美國製造》（Made in America）——最新的著作，是一本詞彙用法指南的更新版《布萊森之英文超正點》（首次出版於1984年）。
2017年，他發布了他個人的Podcast，名稱為「Bill Bryson's Appliance of Science」。
2020年10月，他宣布他從他的寫作事業中「退休」，然而2022年時他又為Audible網站錄製了一本有聲書，書名為《聖誕節的秘密歷史》（The Secret History of Christmas）。
他的書已在全球售出超過1600萬本。

## 訴訟
2012年，布萊森向紐約最高法院控告他的代理公司傑德·麥特斯（Jed Mattes Inc.），宣稱其「沒有履行代理商該有的某些基本職責」。雙方最後庭外和解並約定保密條款。
2013年，布萊森一份近20年前的採訪被當時的採訪者再版成8千字的電子書發行，對此他提出版權要求，亞馬遜公司最後將該書下架。

## 職務、獎項和榮譽

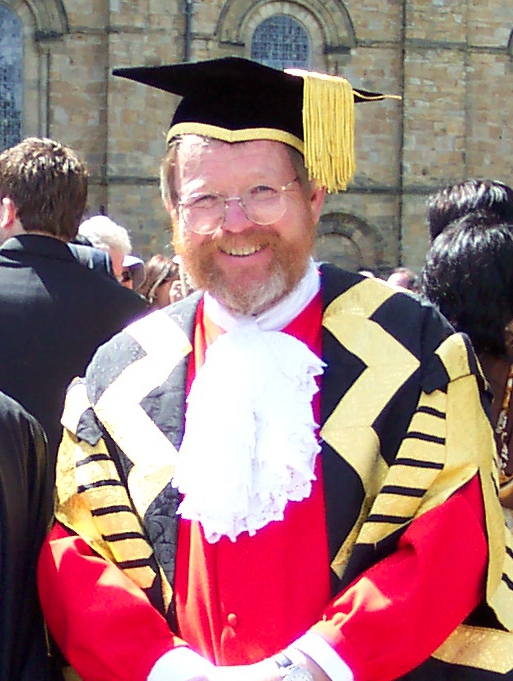
布萊森穿著禮袍，成為杜倫大學的校監，背景建築為德蘭座堂

### 職務、社會參與
2005年，布萊森被委任為英國杜倫大學的校監，接替去世的彼德·烏斯蒂諾夫爵士之職位，並比一般擔任該職務的人更積極參與學生們的活動，譬如他就曾出現在一名學生的影片中，和師生們一同進行市區的撿垃圾活動。過去，他曾在《哈！小不列顛》中讚揚杜倫市是「一座完美的小城市」。2010年10月，布萊森宣布於2011年底從該職位退下，結束校監工作。2012年11月22日，杜倫大學正式將他們的主圖書館更名為比爾·布萊森圖書館（Bill Bryson Library），表彰他作為學校第11任校監（2005–2011）的貢獻。圖書館附屬的咖啡店命名小不列顛咖啡（Small Island Coffee），也是出自於布萊森的著作《哈！小不列顛》的緣故。
2007年1月，布萊森成為康乃狄克龐弗里特學校（Pomfret School）的「許瓦茲特邀嘉賓」（Schwartz Visiting Fellow，此為龐弗里特學校的專案計畫，自1989年起該校幾乎每年都會邀請一名各領域的專家、名人造訪學校，演講並與學生進行互動）。
2007年5月，他成為英格蘭鄉村保護運動組織（Campaign to Protect Rural England，簡稱CPRE）的主席。上任後他的首要重點，是在英格蘭地區推動反垃圾活動。2007年11月，他在CPRE志工大會上與理查·梅比（Richard Mabey，英國作家、廣播員）、蘇·克里弗（Sue Clifford，英國慈善機構Common Ground創辦人）、尼古拉斯·奎恩（Nicholas Crane，英國地理學家）以及理查·格林（Richard Girling，英國新聞記者、作家）討論鄉村地區的前景。
2017年1月，他成為英國國家教堂信託（National Churches Trust）的副主席。

### 獎項與榮譽
由於他那以巨大興趣和熱情傳達科學的能力，布萊森得到了為數不少的獎項。2004年，他以《萬物簡史》贏得了頒給科普書籍的英國皇家學會科學圖書獎。2005年，這本書又贏得了歐盟的笛卡兒科學傳播獎（Descartes Prize）。
2005年因促進化學科學發展，他收到了來自英國皇家化學學會的主席獎。同一年，皇家化學學會以布萊森為名義，成立了獎勵科學傳播的比爾·布萊森獎，該競賽鼓勵世界各地的學生們向非專業人士講解科學內容。
2006年，狄蒙市市長法蘭克·考尼（Frank Cownie）頒給了布萊森城市鑰匙，並宣布2006年10月21日為「比爾·布萊森閃電男孩日」（Bill Bryson, The Thunderbolt Kid, Day）。2006年12月13日，他因為對文學的貢獻而被授予大英帝國勳章（OBE）。在他於2015年獲得英國公民身分後，他的勳章變得有實質性的意義。
2007年，他被都柏林大學的文學與歷史學會頒予詹姆斯·喬伊斯獎（James Joyce Award）。2007年以科學普及的貢獻，布萊森贏得波士頓科學博物館的布拉福·華許本恩獎（Bradford Washburn Award）。
2011年，布萊森贏得了來自戶外作家與攝影師協會（Outdoor Writers and Photographers Guild）的金鷹獎（Golden Eagle Award）。2012年，他得到墨爾本弗洛里神經科學與心理健康研究所（Florey Institute of Neuroscience and Mental Health）的肯尼斯·B·邁爾獎（Kenneth B. Myer Award）。
2013年，布萊森被推選為皇家學會院士（FRS），成為第一個獲得此項殊榮的非英國籍人士。他在學會中的傳記寫道：
比爾·布萊森是名通俗作家，被強烈的好奇心驅使探索我們居住的世界。比爾的著作與講座，表明了一份對科學恆久的愛，以及它對於社會重要性的理解。他的國際暢銷書，萬物簡史(2003)，因其對科學的無障礙傳播贏得了廣泛的讚譽，那之後也被改編成了兒童版本。

### 名譽博士學位
- 名譽博士學位，開放大學，2002年[39]
- 民法學名譽博士，杜倫大學，2004年
- 名譽博士學位，伯恩茅斯大學，2005年[40]
- 名譽博士學位，聖安德魯斯大學, 2005年[41]
- 文學博士，里茲大學，2005年[42]
- 名譽博士學位，萊斯特大學，2009年[43]
- 人文學博士，德雷克大學，2009年[44]

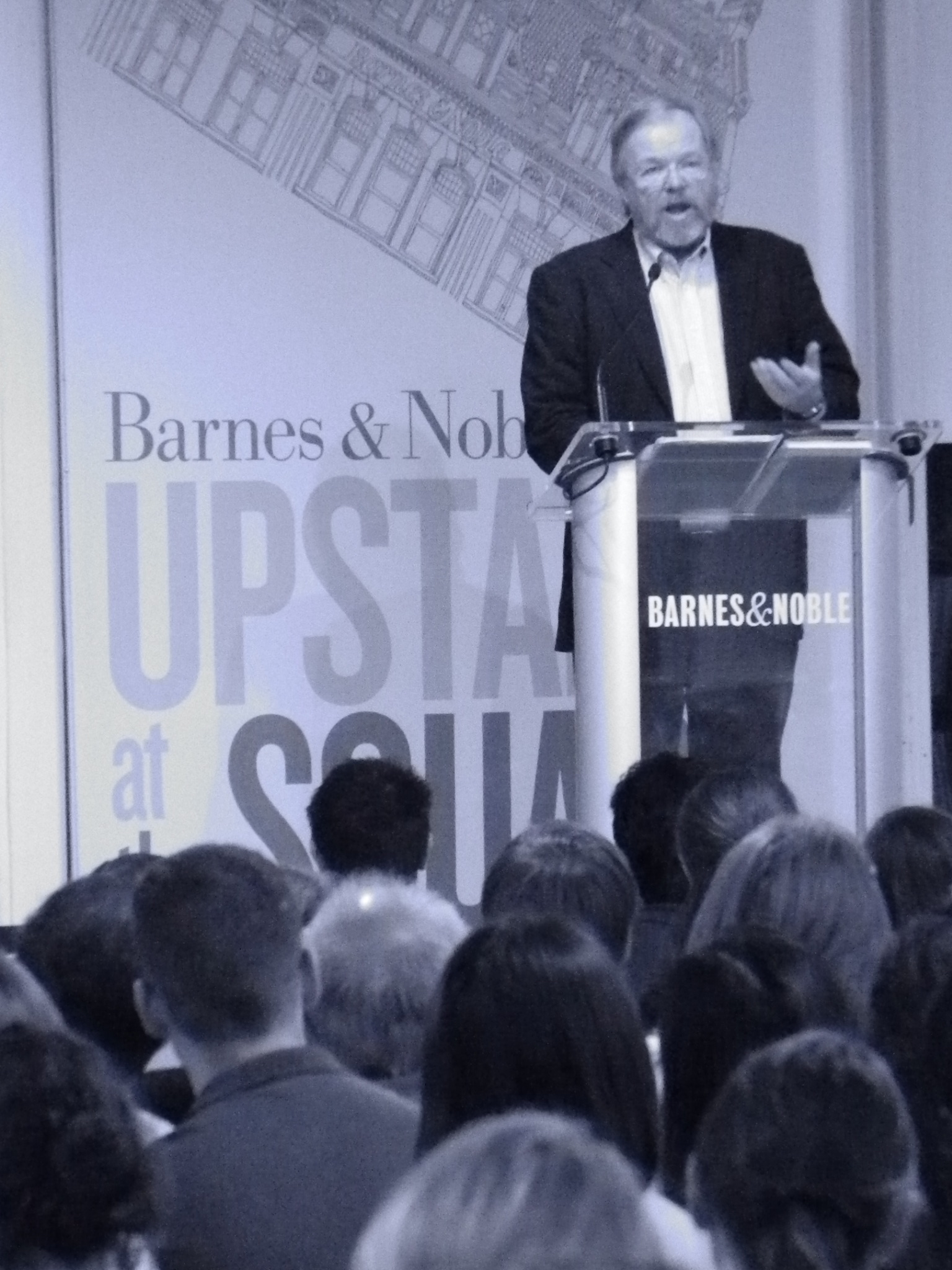
2013年的布萊森

- 名譽博士學位，倫敦國王學院，2012年11月13日[45]
- 名譽博士學位，西敏大學，2015年[46]
- 人文學名譽博士，愛荷華大學，2016年5月[47]
- 文學奉獻名譽博士學位，溫徹斯特大學，2016年10月[48]

## 著作

### 旅遊文學
- The Palace under the Alps and Over 200 Other Unusual, Unspoiled and Infrequently Visited Spots in 16 European Countries (1985)
- The Lost Continent: Travels in Small-Town America (1989)

台譯：《一腳踩進小美國》(1999)，皇冠出版
中國大陸譯：《失落的大陸：美國小城之旅》(2009)，上海譯文出版社、《全民寂寞的美國：其實是一本美國平凡小鎮生活觀察筆記》(2018)，江苏凤凰文艺出版社
- Neither Here nor There: Travels in Europe (1991)

台譯：《歐洲在發酵》(1999)，皇冠出版
中國大陸譯：《東西莫辨逛歐洲》(2011)，上海譯文出版社、《全民瘋狂的歐洲》(2019)，江苏凤凰文艺出版社
- Notes from a Small Island (1995) 
  - 1998年為英國倫敦的Carlton Television改寫成另外的電視劇版本

台譯：《哈！小不列顛》(1999)，皇冠出版
中國大陸譯：《全民自黑的英國：其實是一本全面的英國文化觀察筆記》(2018)，江苏凤凰文艺出版社
- A Walk in the Woods: Rediscovering America on the Appalachian Trail(1998) 
  - 和史蒂芬·凱茲共同進行活動的遊記，2015年改編成同名電影

台譯：《別跟山過不去》(2000)，皇冠出版
中國大陸譯：《偏跟山過不去》(2019) ，接力出版社
- Notes from a Big Country (英國書名) / I'm a Stranger Here Myself (美國書名) (1999)

台譯：《請問這裏是美國嗎？》(2001)，皇冠出版
中國大陸譯：《人在故鄉為異客：二十年後返鄉手記》(2009)，上海譯文出版社、《全民蠢萌的美国：其实是一本美国人日常生活观察笔记》(2018)，江苏凤凰文艺出版社
- Down Under (英國書名) / In a Sunburned Country (美國書名) (2000)

台譯：《澳洲烤焦了》(2003)，皇冠出版
中國大陸譯：《全民發呆的澳洲：其實是一本全面的澳大利亞文化觀察筆記》(2019)，江苏凤凰文艺出版社
- Bill Bryson's African Diary (2002) 
  - 為了國際關懷組織（CARE International）所做的非洲之旅
- Walk About (2002) 
  - 由A Walk in the Woods（別跟山過不去）和Down Under（澳洲烤焦了）所組合成的一書
- The Road to Little Dribbling: More Notes From a Small Island (2015)

台譯：《比爾·布萊森的大不列顛碎碎唸：原來，英國跟你想的不一樣！》(2016)，時報出版。2021年再由時報重新出版並推出電子書版本
中國大陸譯：《通往涓涓細流之路》(2020)，上海譯文出版社

### 語文學
- The Penguin Dictionary of Troublesome Words (1984)
  - 2002年再版，新版名為Bryson's Dictionary of Troublesome Words

台譯：《布萊森之英文超正點》(2008)，天下文化出版
中國大陸譯：《比爾·布萊森英文超正典：英語麻煩詞使用指南》(2012)，世界圖書出版公司北京公司、《英文超正點》(2022)，江蘇鳳凰文藝出版社
- The Penguin Dictionary for Writers and Editors (1991)
  - 2009年再版，新版名為Bryson's Dictionary: for Writers and Editors
- Made in America (英國書名) / Made in America: An Informal History of the English Language in the United States (美國書名) (1994)

中國大陸譯：《美式英語簡史》(2023)，江蘇鳳凰文藝出版社
- The Mother Tongue: English and How It Got That Way (美國書名) / Mother Tongue: The English Language (英國書名) (1990) 
  - 2004年為英國BBC廣播四台改編成有聲書Journeys in English

台譯：《布萊森之英語簡史》(2011)，天下文化出版
中國大陸譯：《布萊森英語簡史》(2019)，北京聯合出版公司

### 科學
- A Short History of Nearly Everything (2003)

台譯：《萬物簡史》(2006)，天下文化出版（台版拆成4冊出版：I沒有盡頭的宇宙、II動個不停的地殼、III消逝的野蠻世紀、IV永無止「競」的生命）。2021年天下文化重新出版並推出電子書版本，新版分拆成上下兩冊：（上）天地奇航、（下）生命擂台
中國大陸譯：《萬物簡史》(2005)，接力出版社
- A Really Short History of Nearly Everything (2009)
  - A Short History of Nearly Everything（萬物簡史）的兒童插圖版本

中國大陸譯：《萬物簡史（少兒彩繪版）》(2018)，接力出版社
- The Body: A Guide for Occupants (2019)

台譯：《身體：給擁有者的説明書》(2021)，啟明出版（實體書與電子書兩版本）
中國大陸譯：《人體簡史：你的身體30億歲了》(2020)，文匯出版社
- The Body Illustrated: A Guide for Occupants (2022)
  - The Body: A Guide for Occupants（身體/人體簡史）的插圖版本

中國大陸譯：《人體簡史（全彩插圖版）》(2024)，浙江科學技術出版社
- A Really Short Journey Through the Body (2023)
  - The Body: A Guide for Occupants（身體/人體簡史）的兒童插圖版本

中國大陸譯：《人體簡史（少兒彩繪版）》(2024)，接力出版社

### 傳記
- Shakespeare: The World as Stage (2007)

中國大陸譯：《莎士比亞簡史》(2021)，江蘇鳳凰文藝出版社

### 歷史
- Icons of England (2008)
  - 內容來自多位不同人的貢獻，由布萊森統合編輯成一書
- At Home: A Short History of Private Life (2010)

中國大陸譯：《趣味生活簡史》(2011)，接力出版社
- One Summer: America 1927 (2013) [49]

中國大陸譯：《那年夏天：美國1927》(2016)，浙江人民出版社、《大蕭條前夜的繁榮與瘋狂》(2021)，江苏凤凰文艺出版社
- The Secret History of Christmas (2022)[17]
  - 以有聲書形式發行

### 回憶錄
- The Life and Times of the Thunderbolt Kid (2006)

台譯：《閃電男孩的輝煌年代》(2011)，皇冠出版
中國大陸譯：《閃亮的日子》(2009)，上海譯文出版社

## 腳註
1. ↑  Kilen, Mike. . The Des Moines Register; USA Today. September 1, 2015  [2021-08-28]. （原始内容存档于2021-12-12）.
2. ↑  Wroe, Nicholas. . The Guardian. 14 March 2015  [2021-08-24]. （原始内容存档于2021-09-22）.
3. ↑  .   [2015-10-18]. （原始内容存档于2020-11-27）.
4. 1 2 3  Stephenson, Hannah. . The Belfast Telegraph. 24 October 2015  [12 February 2018]. （原始内容存档于2020-01-18）.
5. ↑  Bryson, Bill. . London: Black Swan. 2016.
6. ↑  Bryson, Bill. . The New York Times.   [2021-08-25]. （原始内容存档于2017-11-17）.
7. ↑  Barkham, Patrick. . The Guardian (London). 29 May 2010  [2021-08-25]. （原始内容存档于2012-05-10）.
8. ↑  Bryson, Bill. . nursinginpractice.com. Jenny Chou. Cogora Ltd. July 3, 2014  [2021-08-25]. （原始内容存档于2018-07-16）.
9. 1 2  Gleick, Elizabeth. . The New York Times. 30 May 1999  [2021-08-31]. （原始内容存档于2021-08-31）.
10. ↑  . BBC News. 6 March 2003  [5 August 2008]. （原始内容存档于2005-11-16）.
11. 1 2  Crace, John. . The Guardian (London). 15 November 2005  [26 April 2010]. （原始内容存档于10 February 2008）.
12. ↑  . errata.wikidot.com.   [2021-08-31]. （原始内容存档于2018-11-11）.
13. ↑  , number10.gov.uk (UK Prime Minister's Office), 29 November 2006 (30 November 2006)  [10 April 2009], （原始内容存档于27 October 2007）
14. ↑  .   [2023-04-21]. （原始内容存档于2023-04-21） （英语）.
15. ↑  Sanderson, David. . The Times. 15 October 2020  [19 October 2020]. （原始内容存档于2021-08-26）.
16. ↑  .   [2023-04-20]. （原始内容存档于2023-05-14）.
17. 1 2  . The Guardian. 2022-09-27  [2022-12-13]. （原始内容存档于2023-02-04） （英语）.
18. ↑  . Courthouse News Service. Pasadena, California. 2012-12-04  [2020-01-31]. 原始内容存档于2013-02-16.
19. ↑  Mike Masnick. . Techdirt. 21 October 2013  [31 January 2020]. （原始内容存档于2021-11-17）.
20. ↑  Galvin, Nick. . The Sydney Morning Herald. 18 October 2013  [31 January 2020]. （原始内容存档于2021-12-04）.
21. ↑  . durham21. 1 March 2008  [17 September 2011]. （原始内容存档于2021-09-03）.
22. ↑  . Durham University. 20 September 2010  [4 July 2011]. （原始内容存档于2021-09-03）.
23. ↑  . Durham University. 25 September 2012  [27 November 2012]. （原始内容存档于2012-10-28）.
24. ↑  . Durham University. 22 November 2012.
25. ↑  .   [2021-09-06]. （原始内容存档于2021-11-19）.
26. ↑  . pomfretschool.org. （原始内容存档于23 October 2013）.
27. ↑  . BBC News. 2 May 2007  [5 August 2008]. （原始内容存档于2008-12-02）.
28. ↑  . cpre.org.uk. Campaign to Protect Rural England.   [2021-09-04]. （原始内容存档于2010-05-26）.
29. ↑  .   [2025-03-25]. （原始内容存档于2023-12-08）.
30. 1 2  Pauli, Michelle. . The Guardian (London). 7 December 2005  [2021-09-05]. （原始内容存档于2018-06-30）.
31. ↑  . RSC.org. Royal Society of Chemistry. 31 October 2005  [21 November 2010]. （原始内容存档于2020-01-10）.
32. ↑   (PDF). The City of Des Moines; republished online by Random House. （原始内容 (PDF)存档于25 June 2008）.
33. ↑  . BBC News. 13 December 2006  [5 August 2008]. （原始内容存档于2017-08-23）.
34. ↑  . owpg.org.uk. Outdoor Writers and Photographers Guild. 26 August 2011  [2021-09-06]. （原始内容存档于2020-01-10）.
35. ↑  . London: Royal Society. （原始内容存档于5 October 2015）. biographical text reproduced here was originally published by the Royal Society under a creative commons license
36. ↑  . Royal Society. 2 May 2013  [3 May 2012]. （原始内容存档于2013-08-08）.
37. ↑  . Royal Society. 23 May 2013  [24 November 2013]. （原始内容存档于2015-07-13）.
38. ↑  . The Independent. 7 May 2002. （原始内容存档于2010-09-09）.
39. ↑  . bournemouth.ac.uk. Bournemouth University.   [16 July 2018]. （原始内容存档于2016-10-05）.
40. ↑  . st-andrews.ac.uk. University of St Andrews. 20 June 2005  [11 September 2016]. （原始内容存档于18 August 2016）.
41. ↑  Kershaw, Andy. . 4 October 2012  [2021-09-05]. ISBN 9780753541074. （原始内容存档于2021-09-05）.
42. ↑  . University of Leicester. 24 June 2009  [2021-09-05]. （原始内容存档于2021-09-05） –YouTube.
43. ↑  . drake.edu. Drake University.   [2021-09-05]. （原始内容存档于2020-05-19）.
44. ↑  . King's College London. 14 November 2012. Bill Bryson OBE: the UK's highest-selling author of non-fiction, acclaimed as a science communicator, historian and man of letters.
45. ↑  . University Business. 26 July 2015  [16 July 2018]. （原始内容存档于2020-03-06）.
46. ↑  . Iowa Now. 12 May 2016  [2021-09-05]. （原始内容存档于2021-09-05）.
47. ↑  .   [3 January 2017]. （原始内容存档于4 January 2017）.
48. ↑  . The Marsh Agency.   [29 December 2012]. （原始内容存档于2013年10月23日）.

## 外部連結
- 布萊森的臉書粉絲專頁 （页面存档备份，存于）